# Форново-Сан-Джованни
Форново-Сан-Джованни (итал. Fornovo San Giovanni) — коммуна в Италии, располагается в регионе Ломбардия, подчиняется административному центру Бергамо.
Население составляет 2707 человек, плотность населения составляет 451 чел./км². Занимает площадь 6 км². Почтовый индекс — 24040. Телефонный код — 0363.
Покровителями коммуны почитаются святой Иоанн Креститель, праздник ежегодно празднуется 24 июня, и святой Рох, праздник ежегодно празднуется 16 августа.